# Рангитикеи

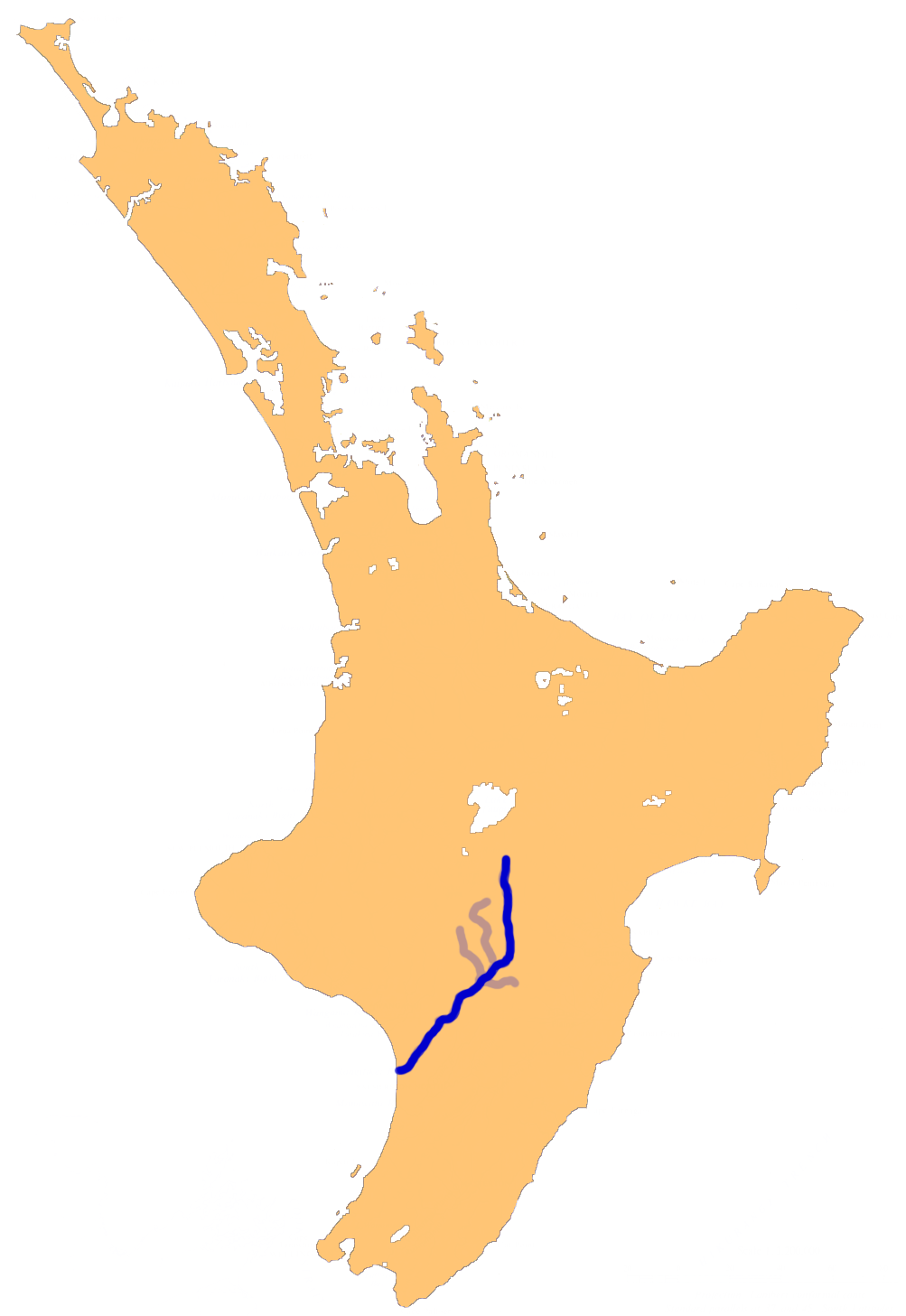

Рангитикеи (англ. Rangitikei River) — река в Новой Зеландии. Протекает по острову Северный с севера на юго-восток на протяжении 240 км, после чего впадает в Тасманово море.
Исток реки находится к юго-востоку от озера Таупо, в границах хребта Каиманава. После чего Рангитикеи протекает по центральному плато в южном направлении через города Таихапе, Мангавека, Хантервилл, Мартон и Буллс. Берега живописны и обрывисты. В отдельных районах образуются глубокие каньоны. Крупнейшие притоки — реки Моафанго и Хаутапу. Площадь бассейна Рангитикеи — 3190 км².
В 1897 году на реке случилось крупное наводнение, в результате которого были разрушены все шесть мостов, перекинутых через неё. Кроме того, был полностью разрушен порт, располагавший в устье Рангитикеи (после этого он никогда не возрождался).
Река является популярным местом отдыха для местных новозеландцев. Кроме того, окрестности Рангитикеи и сама река была запечатлена в фильме «Властелин колец: Братство кольца».